# Comuna Cearivne, Bobrîneț
Cearivne (în ucraineană Чарівне) este o comună în raionul Bobrîneț, regiunea Kirovohrad, Ucraina, formată din satele Cearivne (reședința) și Veremiivka.

## Demografie
Componența lingvistică a comunei Cearivne
     Ucraineană (95,32%)
     Română (2,6%)
     Rusă (1,99%)
     Alte limbi (0,09%)
Conform recensământului din 2001, majoritatea populației comunei Cearivne era vorbitoare de ucraineană (95,32%), existând în minoritate și vorbitori de română (2,6%) și rusă (1,99%).